# Thomas Pöhler

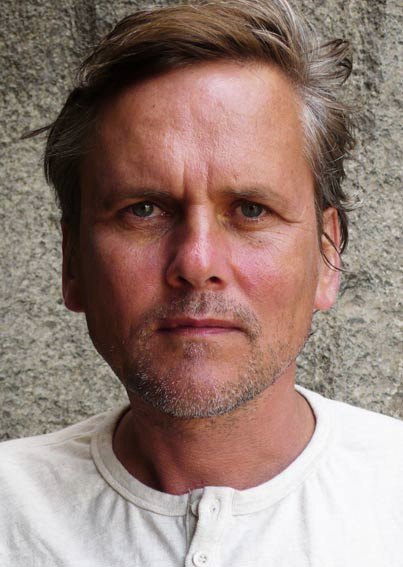
Thomas Pöhler

Thomas Pöhler (* 1966 in Bad Oeynhausen) ist ein deutscher bildender Künstler.

## Leben
Pöhler studierte von 1986 bis 1988 an der Staatlichen Akademie der Bildenden Künste Karlsruhe bei Gerd van Dülmen und von 1988 bis 1993 an der Kunstakademie Düsseldorf bei Konrad Klapheck. Er lebt in Krefeld und Calasca-Castiglione.

## Werk
Kennzeichnend für das Werk sind fließende Grenzen zwischen wissenschaftlicher Recherchetätigkeit und freier künstlerischer Arbeit. Seine künstlerischen Mittel sind elementar: Benutzt und thematisiert werden Materialien wie Licht und Schatten, Wasser, Schnee und Eis, Eisen, Zink und Glimmer, Beton, Asphalt und Kalkstein. Pöhlers Interesse für wissenschaftliche, vor allem geologische Zusammenhänge inspiriert häufig seinen Arbeitsprozess. Seit 2011 entstehen Werkserien in der Landschaft, die der Künstler als „vorübergehende Eingriffe“ bezeichnet: Ein verlassenes Skigebiet (Videoarbeit Marchisio, 2024), ein Kriegstrümmerberg (Die Stadt im Berg, 2024), Terrassenanlagen der piemontesischen Alpentäler (Konjunktur, 2023), das menschenleere Venedig zur Pandemiezeit (La vena di mica, 2021), das tektonische Fenster des Unterengadin (Portale, 2018), Flussfelsen des Tessin (Steinaquarelle, 2011). Die Mittel, mit denen er diese in-situ-Arbeiten festhält, sind vielfältig. Dokumentarisch-fiktionale Texte stehen neben filmischen Aufzeichnungen und bildnerischen Arbeiten. Seine „vorübergehenden Eingriffe“ erhalten zumeist in sorgfältig komponierten Fotografien dauerhafte Präsenz. Pöhler setzt dem Eingreifen des Menschen in die Natur ein reflektiertes und behutsames, meist flüchtiges künstlerisches Handeln entgegen. Armin Zweite bemerkt im Katalog zur Ausstellung „Fundamente, Phantome“ 2014: „Ohne explizit ökologische Sujets aufzugreifen, werfen seine Darstellungen die Frage auf, welche Zeit der Erde bleibt bzw. welche Geschichte unseren Planeten ereilt. Nicht zuletzt dieser Hintergrund verleiht den (…) Werken unterschwellig ihre besondere Aktualität.“

## Preise und Stipendien
- 2016 / 2018 Residenzstipendium Fundaziun Nairs, Scuol, CH[8]
- 2020 Cityartists[9]
- 2020 Künstlerstipendium des Deutschen Studienzentrums in Venedig[10]
- 2021 Arbeitsstipendium der Stiftung Kunstfonds[11]
- 2023 Krefelder Kulturfonds[12]
- 2023 Projektförderung Kunststiftung NRW[13]

## Ausgewählte Ausstellungen

### Einzelausstellungen
- 1998 „Privaträume“, Kunstverein Drensteinfurt[2][14]
- 1999 „Warteraum“, HORTEN, Düsseldorf[2]
- 2000 „Videoseilbahn – el disco es cultura“, WP8, Düsseldorf[2]
- 2002 „Fidibus“, Galerie Ute Parduhn, Düsseldorf (mit Anne Sterzbach)[2][15]
- 2014 „Fundamente, Phantome“, Galerie Cora Hölzl, Düsseldorf[16]
- 2014 „The Devonian Window“, ND Projects, London[17][18]
- 2017 „Fliegende Festung“, Galerie Emilith, Krefeld[19]

- 2021 „La vena di mica“, Villa Goecke, Ralph Kleinsimlinghaus, Krefeld[20]
- 2024 „Die Stadt im Berg“, Krefelder Kunstverein

### Gruppenausstellungen
- 2000 „Überblick 3“, Kultursekretariat NRW[2]
- 2001 „personal light“, Kunsthaus Hamburg[2]
- 2001 „woanders“, Parkhaus, Malkasten, Düsseldorf[2]
- 2002 „Hafenlichtspiele“, Ueckerplatz, Düsseldorf[2]
- 2003 „spot“, Galerie Ute Parduhn, Düsseldorf[3]
- 2006 „Le Alpe di sogno“, Museo delle Alpi e delle Montagne, Forte di Bard, Bard (Aostatal), Italien[3]
- 2006 „Trendwände“, Kunstraum Düsseldorf, Düsseldorf[21]
- 2008 „Kunsthalle Flingern“, Düsseldorf[22]
- 2009 „Das Landschafts-Apriori“, Galerie Cora Hölzl, Düsseldorf[21]
- 2009 „Looker“, foundation B.a.d, Rotterdam[23]
- 2012 „Im Gleichgewicht ist die Materie blind“, Galerie Karin Sachs, München[24]
- 2015 „Ladekastenprojekt“, Galerie Phoebus, Rotterdam, NL[25]
- 2015/16 „Die Kräfte hinter den Formen“, Galerie im Taxispalais, Innsbruck, A[26]
- 2016 „Come il giorno di maggio“, Yellow, Varese, I[27]
- 2016 „Die Kräfte hinter den Formen“, Kunstmuseum Thun, CH[28]
- 2017 „Spot On 2“, Nairs Zentrum für Gegenwartskunst, Scuol, CH[29]
- 2017 „Fotografische Inkunabeln aus der Sammlung Kahmen I+II“, Raketenstation Hombroich[30]
- 2018 „Beware Of Greeks“, Krefelder Kunstverein[31]
- 2018 „Spot on Nairs“, Nairs Zentrum für Gegenwartskunst, Scuol, CH[32]
- 2020 „Wolken in der zeitgenössischen Kunst“, Oldenburger Kunstverein[33]
- 2022 „Die Wirklichkeit ist sowieso da“, Weltkunstzimmer, Düsseldorf[33]
- 2023 „Produktive Räume“, Kunstmuseen Krefeld[33]

## Werke in öffentlichen Sammlungen
- museum kunst palast, Düsseldorf[34]
- Kunsthaus NRW, Kornelimünster
- Sammlung Volker Kahmen, Raketenstation Hombroich[35]